# Maurice Savreux
Maurice Savreux, né le 29 mai 1884 à Lille et mort le 30 décembre 1970 à Sèvres, est un peintre français,.

## Biographie
Il commence ses études d'art à 15 ans en 1899 aux Beaux-Arts de Lille puis étudie la céramique à Sèvres entre 1901 et 1905. Il entre en 1907 aux Beaux-Arts de Paris jusqu'en 1910.
Découvert par Edmond Sagot, le critique d'art Georges Turpin dit de lui : « c'est un de ces peintres enthousiastes à la pâte somptueuse qui font honneur à leur génération ».[source insuffisante]
Il expose d'abord à Paris au Salon des Artistes Français en 1906, puis au Salon d'Automne, au Salon des Indépendants et au Salon des Tuileries.
Peintre de paysages, de natures mortes et surtout de fleurs, il est exposé au musée d'art moderne de Paris , au musée de beaux-arts de Paris, à Grenoble, la Rochelle, Rouen, Lyon, Lille, la Havre, Boulogne-sur-Mer, Belfort, la Haye[réf. nécessaire], en Écosse, en Amérique et au Japon.[réf. nécessaire]
Le biographe Gabriel-Joseph Gros affirme le concernant : « l'évolution du peintre, qui suit toujours une même ligne, révèle aujourd'hui, dans sa production, un souci de volonté. Savreux a acquis, à peindre les fleurs et les natures mortes, une maîtrise rarement égalée. Il est difficile d'imaginer plus d'éclat dans ses bouquets savamment empâtés. dans ses fruits à la pulpe si riche, dans ses natures mortes où joue le décor des faïences et des fonds poétiquement travaillés ».
Après avoir fait la guerre entre 1914 et 1918, promu officier, blessé, il est décoré de la légion d'honneur. Rendu à la vie civile, il devient le conservateur du musée de la céramique de Sèvres de 1918 à 1926. Il publie en 1921 une réédition mise à jour du guide illustré du musée.
Il expose à la galerie Charpentier en 1934 à Paris dont le succès fut considérable. L'État français achète plusieurs de ses œuvres cette année là et les suivantes pour plusieurs musées de la capitale.
Les nus, les fleurs, les natures-mortes, les paysages bretons et provençaux, les paysages de neige présentés dans les salles célèbres du faubourg Saint-Honoré de la galerie, suscitèrent l'engouement des connaisseurs et une forte demande de la part du musée du Luxembourg, du Petit Palais de la Ville de Paris, d'importants musées de province et de l'étranger et de collectionneurs.
Il est également mobilisé pour la seconde guerre mondiale entre 1939 et 1940. Préparant une exposition de quelques œuvres choisies, le premier bombardement de Paris détruit sa villa avec son atelier de Sèvres. Replié à Limoges et dépouillé de la plus grande partie de ses biens matériels, il devient en 1942, directeur de l'École supérieure d'art de Limoges et conservateur du musée national Adrien-Dubouché.
Après la guerre, il revient à Paris et devient de 1946 à 1947, le directeur de la manufacture de céramique de Sèvres,.
Le musée d'art moderne de Paris prête au musée des Beaux-arts de Lille deux de ses toiles en 1950 pour l'exposition qui lui est consacrée en 1952.
Trois de ses toiles sont exposées aujourd'hui au centre Pompidou à Paris.